# Bladlopers
Mesoveliidae (Bladlopers) is een familie van wantsen. De familie werd voor het eerst wetenschappelijk beschreven door Douglas & Scott in 1867.
De enige in Nederland voorkomende soort uit deze familie is Mesovelia furcata.

## Uiterlijk
De meeste soorten hebben een langwerpig lichaam en zijn groenachtig tot bruin van kleur. Ze worden niet groter dan 4,5 mm en hebben relatief lange poten en er zijn zowel kortvleugelige als langvleugelige soorten. 

## Leefgebied
De wantsen zijn rovers maar ook aaseters en leven vaak in de buurt van stilstaand water van insecten die in het water zijn gevallen of bijvoorbeeld van muggenlarven. Sommige
soorten kunnen verder van het water leven, bijvoorbeeld in grotten of op vochtige bladeren en mos op de grond.    

## Taxonomie
De familie bestaat uit de volgende genera: 
- Onderfamilie Mesoveliinae
  - Austrovelia Malipatil & Monteith, 1983
  - Cavaticovelia Andersen & J. Polhemus, 1980
  - Cryptovelia Andersen & J. Polhemus, 1980
  - Darwinivelia Andersen & J. Polhemus, 1980
  - Mesovelia Mulsant & Rey, 1852
  - Mniovelia Andersen & J. Polhemus, 1980
  - Nereivelia J. Polhemus & D. Polhemus, 1989
  - Phrynovelia Horváth, 1915
  - Seychellovelia Andersen & D. Polhemus, 2003
  - Speovelia Esaki, 1929
- Onderfamilie Madeoveliinae
  - Madeovelia Poisson, 1959
  - Mesoveloidea Hungerford, 1929